# Instytut Polski w Budapeszcie
Instytut Polski w Budapeszcie (węg. Lengyel Intézet Budapest) – polska placówka kulturalna w stolicy Węgier, Budapeszcie, podlegająca Ministerstwu Spraw Zagranicznych RP.

## Historia i działalność
Instytut Polski prowadzi współpracę, zajmuje się promocją kultury, nauki i sztuki polskiej na Węgrzech oraz współpracą kulturalną, współpracą naukową i techniczną. Jest jedną z najstarszych działających za granicą polskich instytucji kulturalnych.
Pierwsza umowa o współpracy kulturalnej Rzeczypospolitej Polskiej i Królestwa Węgier z 21 października 1934 dała podstawę do utworzenia Instytutu Polskiego w Budapeszcie z początkiem 1939 przy czym oficjalne otwarcie nastąpiło w dniu 24 maja 1939. Placówka ulokowała się pod adresem Múzeum krt. 11. Początkowo instytut zajmował się propagowaniem polskiej nauki, kultury i języka. Po 1 września 1939 pomagał w przygotowywaniu uchodźców do egzaminów na studia, wydawał arcydzieła literatury polskiej (m.in. Mickiewicza, Słowackiego, Żeromskiego, Wyspiańskiego) w serii Biblioteka Polska (ponad 80 tomów), podręczniki do nauki języka polskiego. Redagowano tam także czasopismo „Rocznik Polski”; prowadzono Wyższe Studium dla Uchodźców, w ramach którego wykładał m.in. Stanisław Vincenz. Placówka opiekowała się Polakami uwięzionymi za działalność konspiracyjną. Nauczano węgierskiego, aby umożliwić zainteresowanym przyjęcie na studia. Był w tym czasie jedyną tego typu instytucją w Europie. Dzięki przychylności władz węgierskich, mimo nacisków ze strony III Rzeszy, instytut działał do 19 marca 1944. Władze węgierskie opierały się niemieckim naciskom, powołując się na autonomię Królewskiego Uniwersytetu Pétera Pázmánya, którego pracownikiem był pierwszy dyrektor Instytutu Zbigniew Załęski.
W 1951 Instytut wznowił działalność na ul. Váci pod nazwą Czytelnia Polska (węg. Lengyel Olvasóterem). Rok później do zespołu dołączył tłumacz i lektor István Varsányi, wiążąc się z instytutem na 30 lat. W 1964 instytut został przeniesiony pod obecny adres przy ul. Nagymező 15 i przemianowany na Ośrodek Informacji i Kultury Polskiej (węg. Lengyel Tájékoztató és Kulturális Központ). Przy Ośrodku, od strony alei Andrássyego, funkcjonował sklep, w którym można było nabyć wyroby polskiego rzemiosła, biżuterię, kryształy i ceramikę, polską literaturę, płyty z nagraniami polskiej muzyki klasycznej, jazzowej i popularnej. W 1994 placówka przyjęła obecną nazwę.
Siedzibę instytutu odwiedza rocznie ponad 30 tys. osób. Instytut prowadzi działalność także w innych węgierskich miejscowościach. W ramach Instytutu od 1999 funkcjonuje Galeria Platán, która prezentuje przede wszystkim prac polskich artystów, ale także Węgrów i twórców z krajów Europy Środkowej. Rocznie odbywa się tu 7-8 wystaw. Inicjatorką powstania galerii była dyrektor Instytutu Polskiego w Budapeszcie Barbara Wiechno.

## Dyrektorzy
- od 1939 – Zbigniew Załęski[5]
- poł. l. 70 – Władysław Kobiałka[10]
- do 1988 – Zbigniew Łakomski
- 1988–1990 – Tadeusz Olszański
- 1990–1992 – Konrad Sutarski
- 1992–1997 – Rafał Wiśniewski
- 1997–2001 – Barbara Wiechno[11]
- 2001–2006 – Maciej Szymanowski[12]
- 2006–2008 – Roland Chojnacki[13]
- 2008–2012 – Arkadiusz Bernaś[14]
- 2012–2017 – Katarzyna Sitko[15]
- 2018–2023 – Joanna Urbańska[16]
- 2023–2024 – Dominika Teske[17]
- od 2024 – Jarosław Bajaczyk[18]